# Séisme du 14 avril 1895 à Ljubljana

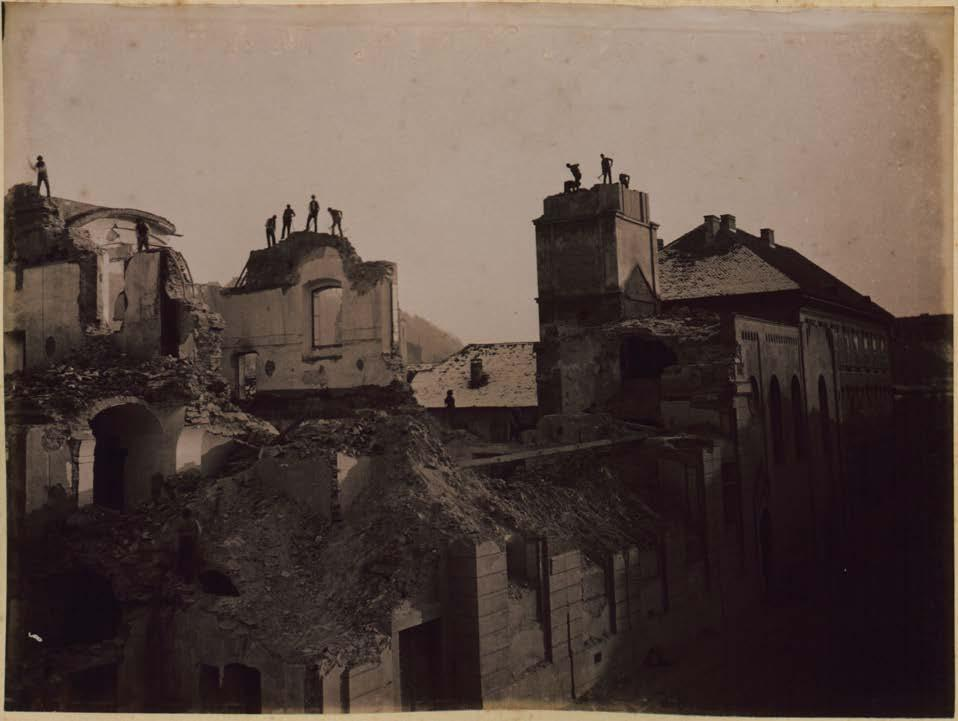

Le séisme du 14 avril 1895 à Ljubljana (slovène : ljubljanski potres), connu aussi sous le nom de séisme de Pâques (slovène : velikonočni potres) frappa Ljubljana (capitale et plus grande ville de la Carniole, alors dans l'Autriche-Hongrie), le dimanche de Pâques 1895. Ce fut le dernier tremblement de terre, et le plus destructeur, que connut la ville.

## Le séisme
D'une magnitude de 6,1 sur l'échelle de Richter et d'une intensité maximale de VIII-IX sur l'échelle de Mercalli, le tremblement de terre s'est produit à 20 h 17 UTC (22 h 17 heure locale). L'épicentre du tremblement de terre était situé à Janče (en), à environ 16 kilomètres à l'est du centre-ville de Ljubljana. La secousse a été ressentie dans un cercle d'un rayon de 350 kilomètres et d'une superficie de 385 000 kilomètres carrés, atteignant jusqu'à Assise, Florence, Vienne et Split. Plus de 100 répliques ont suivi au cours des dix jours suivants.

## Dommages
Les dégâts les plus importants ont été causés dans un cercle d'un rayon de 18 km, de Ig à Vodice. À l'époque, Ljubljana comptait quelque 31 000 habitants et environ 1 400 bâtiments. Environ dix pour cent des bâtiments ont été endommagés ou détruits, mais peu de personnes ont péri dans les destructions. Sur la place Vodnik (en) (Vodnikov trg), un ancien monastère, qui abritait un collège diocésain de jeunes filles et une bibliothèque, a été suffisamment endommagé pour être rasé, et le site a finalement été transformé en marché en plein air (Marché central de Ljubljana, Osrednja ljubljanska tržnica), qui est aujourd'hui un site important de la ville.

Photos de Wilhelm Helfer
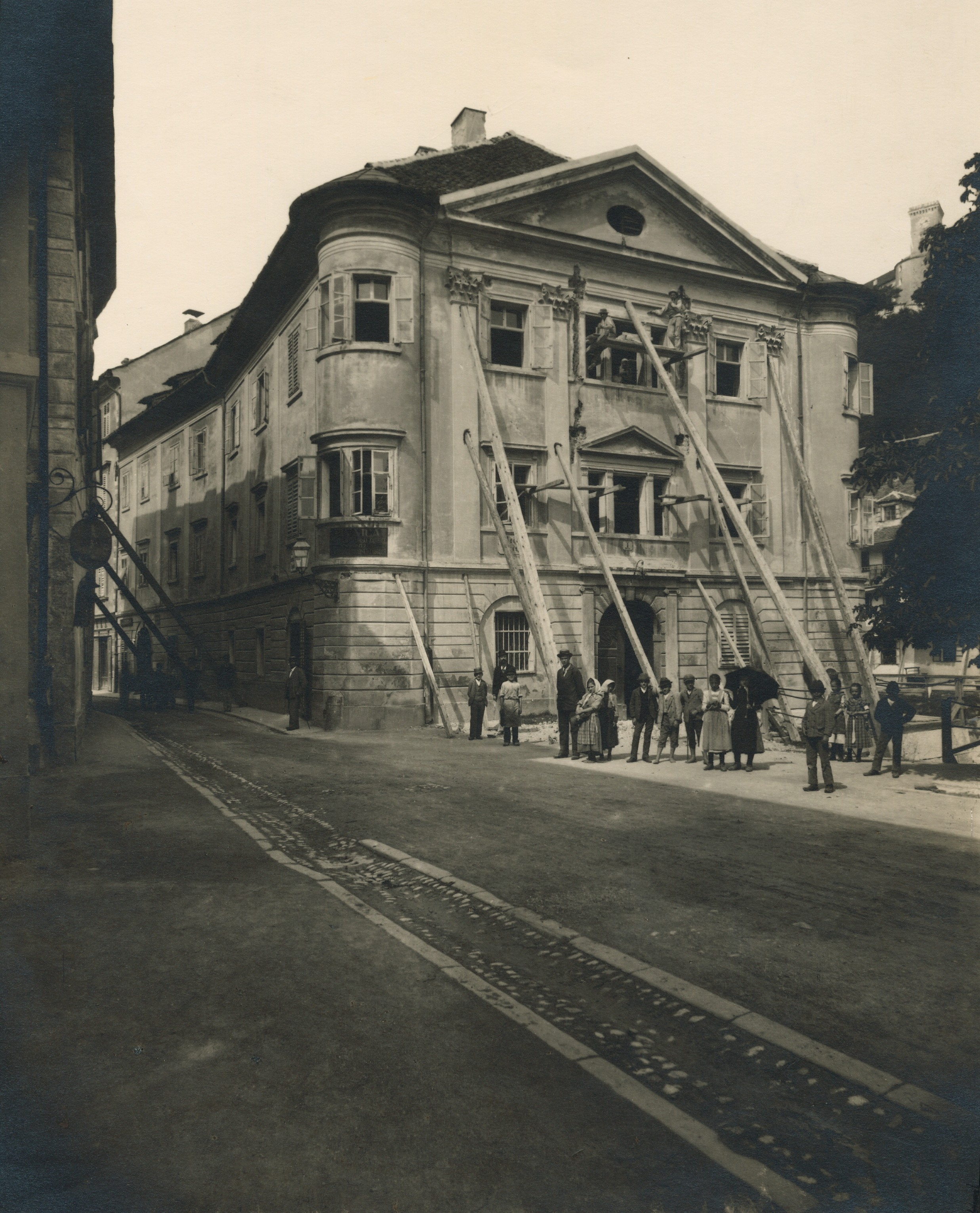
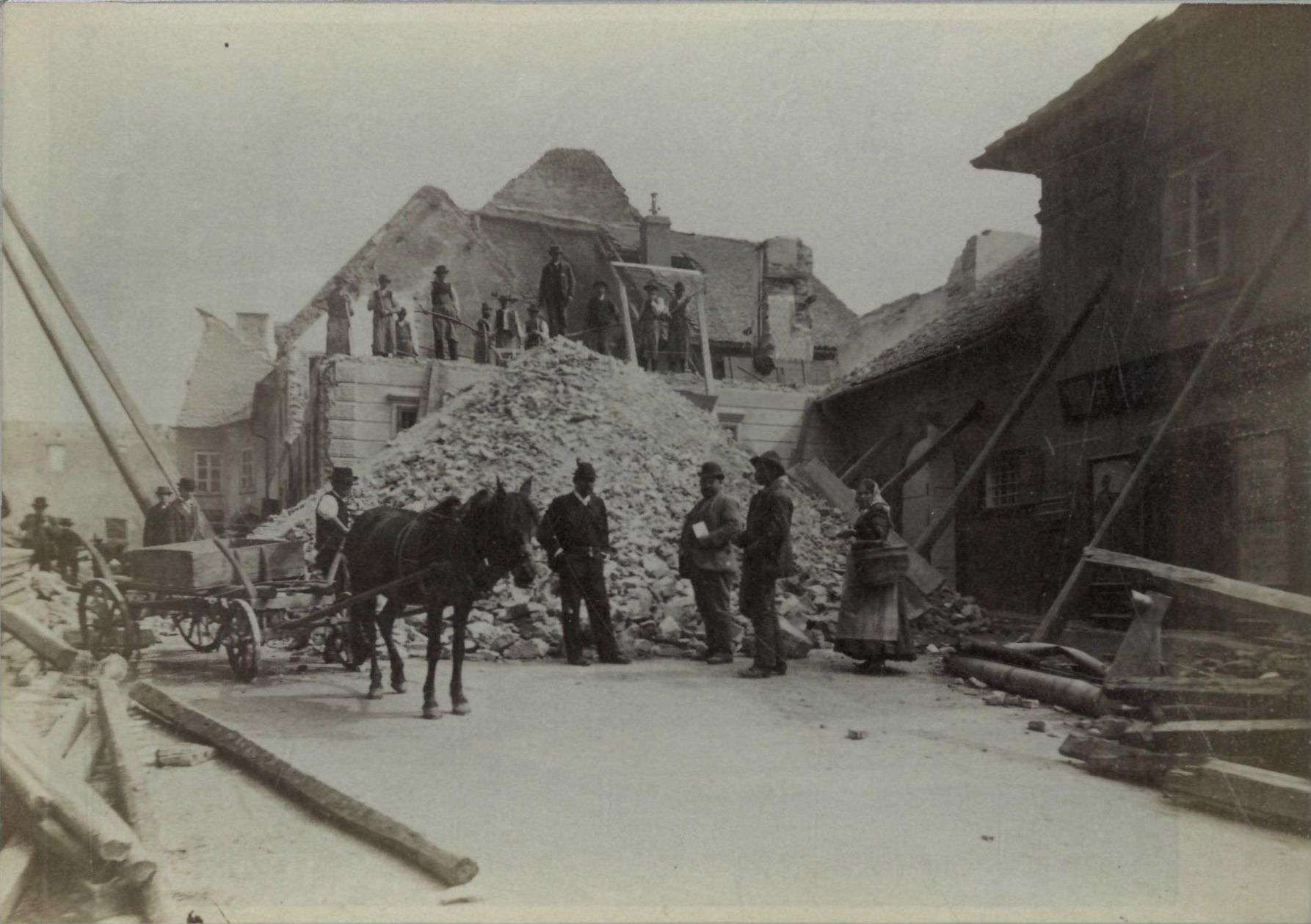
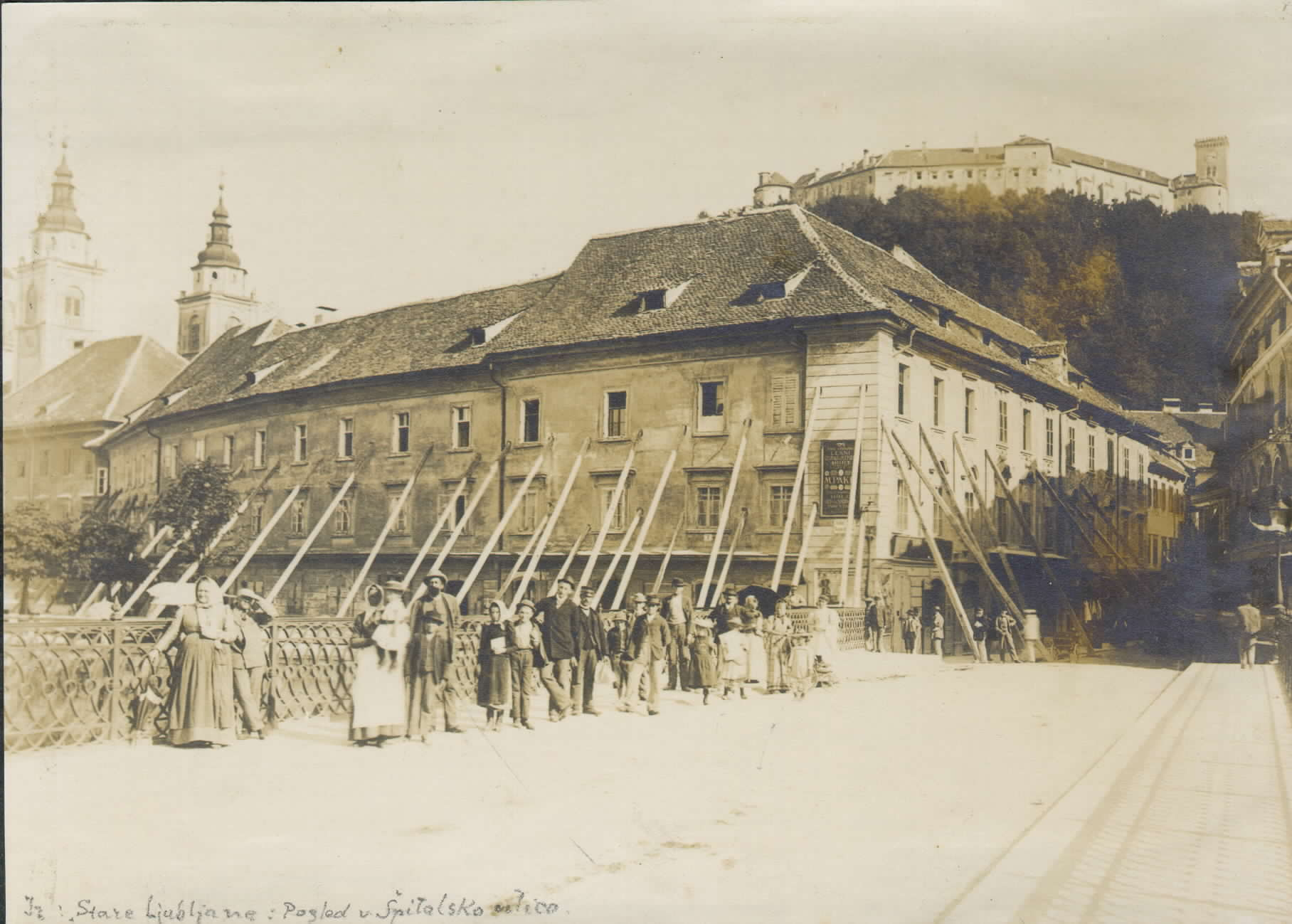
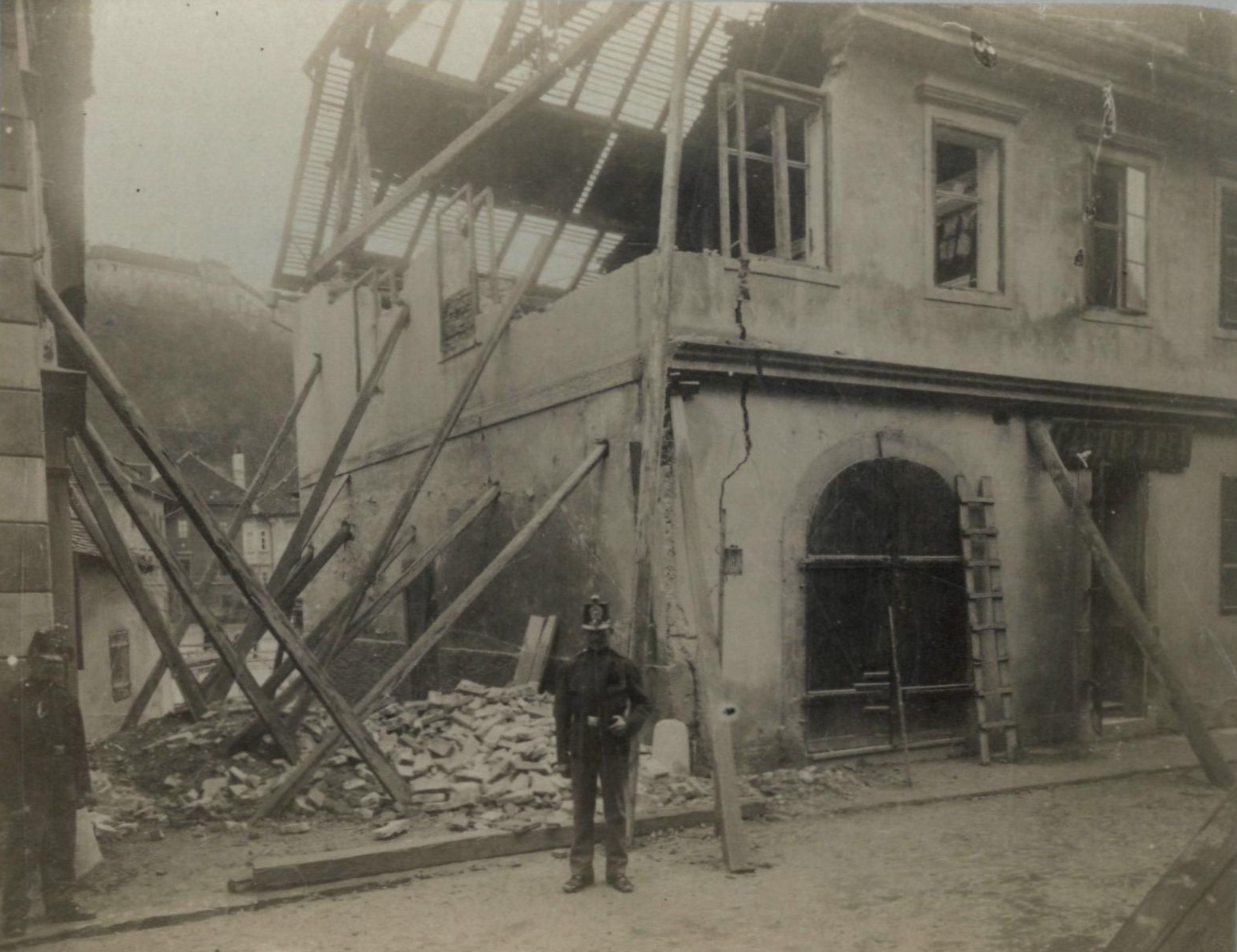
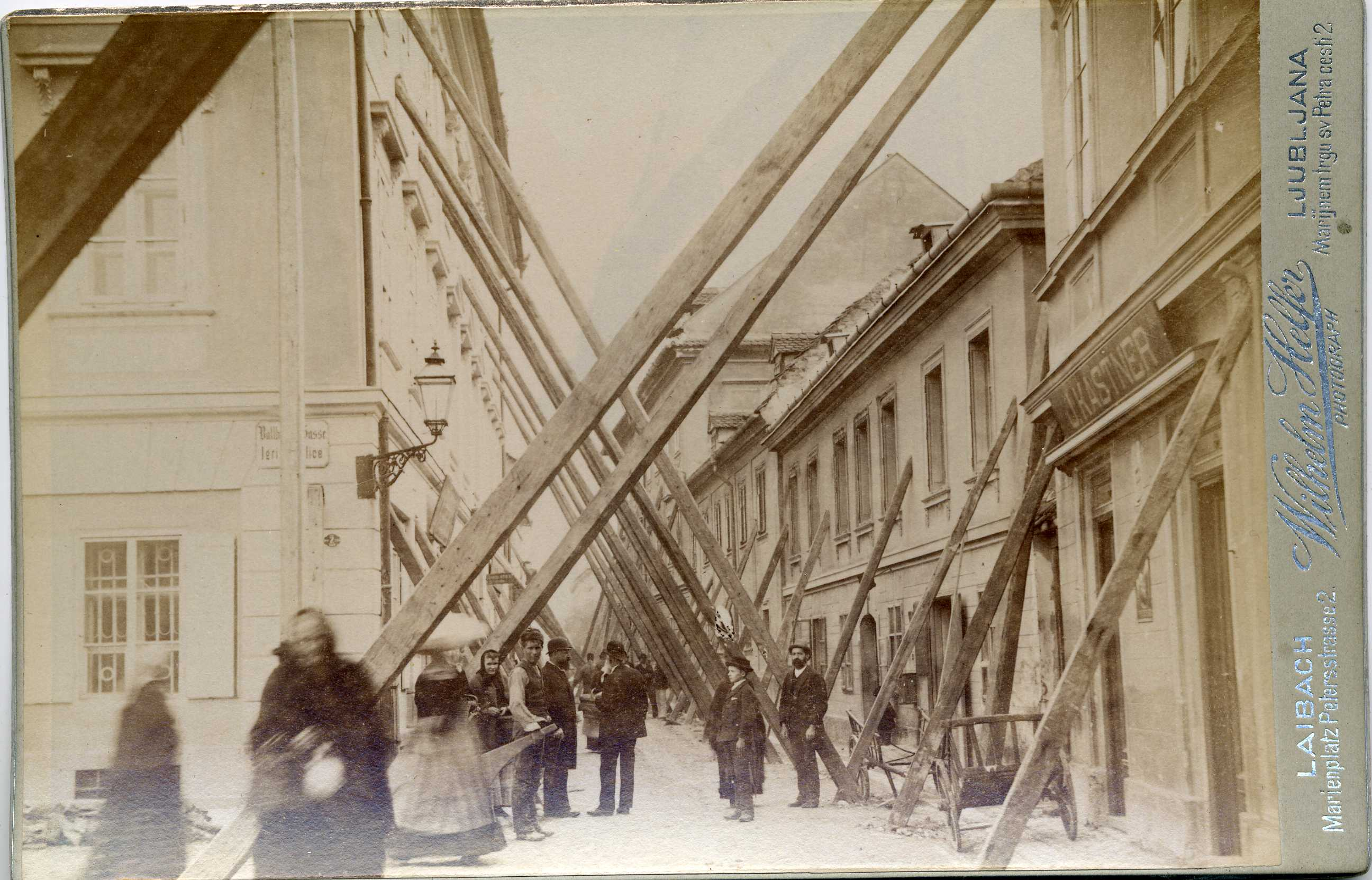

## La réponse
Le lendemain matin, le conseil municipal a adopté des mesures d'urgence pour venir en aide aux victimes les plus touchées, pour demander aux forces de police de prendre des mesures de sécurité supplémentaires et pour demander aux forces de police d'inspecter les maisons endommagées. Toutes les écoles de la ville ont été temporairement fermées, et certaines usines ont temporairement cessé de fonctionner. Quelques jours plus tard, des abris d'urgence ont été créés pour les sans-abri. De nombreux habitants de Ljubljana ont quitté la ville en tant que réfugiés. Le manque de nourriture s'est rapidement fait sentir dans la ville, et cinq cuisines d'urgence ont été créées, qui étaient gratuites ou à faible coût et distribuaient plusieurs milliers de repas chauds chaque jour. D'autres régions de l'Empire austro-hongrois, notamment Vienne, les Pays tchèques (Bohême, Moravie et Silésie tchèque) et la Croatie-Slavonie ont participé à l'aide. Parmi les membres du conseil municipal, le nationaliste libéral Ivan Hribar a fait preuve d'une grande capacité d'organisation pour fournir l'aide. Peu de temps après, il a été élu maire et a organisé la vaste reconstruction de la ville. Les dégâts étaient considérables. La plupart des maisons ont été endommagées dans la rue Hospice (Špitalska ulica, aujourd'hui rue Stritar, Stritarjeva ulica), où toutes les maisons ont été détruites sauf une, ainsi que les marchés.

## La reconstruction
Jusqu'à cet événement, Ljubljana avait un aspect provincial. L'expansion de la ville et un changement architectural généralisé initié par la Sécession viennoise ont alors commencé, qui se juxtaposent aujourd'hui aux bâtiments de style baroque antérieurs qui ont subsisté. De nombreux bâtiments, tels que le Mladika Complex (en), ont été construits dans la foulée. La période de reconstruction entre 1896 et 1910 est appelée le « renouveau de Ljubljana », non seulement en raison de ces changements architecturaux dont une grande partie de la ville date aujourd'hui, mais aussi pour les réformes de l'administration urbaine, de la santé, de l'éducation et du tourisme qui ont suivi. De 1895 à 1910, 436 nouveaux bâtiments ont été créés et des centaines de bâtiments ont été rénovés ou agrandis dans le style de la Sécession viennoise. La plupart des ponts, des monuments, des parcs et des principaux bâtiments de Ljubljana datent du développement qui a suivi le tremblement de terre. Une chapelle, dédiée à Notre-Dame du Rosaire, a été érigée en 1895 à Janče par les habitants de Ljubljana afin que Marie les protège de telles catastrophes. En 1897, le premier observatoire sismologique austro-hongrois a été établi à Ljubljana dans la rue Vega (Vegova ulica).

Photos d'inconnus
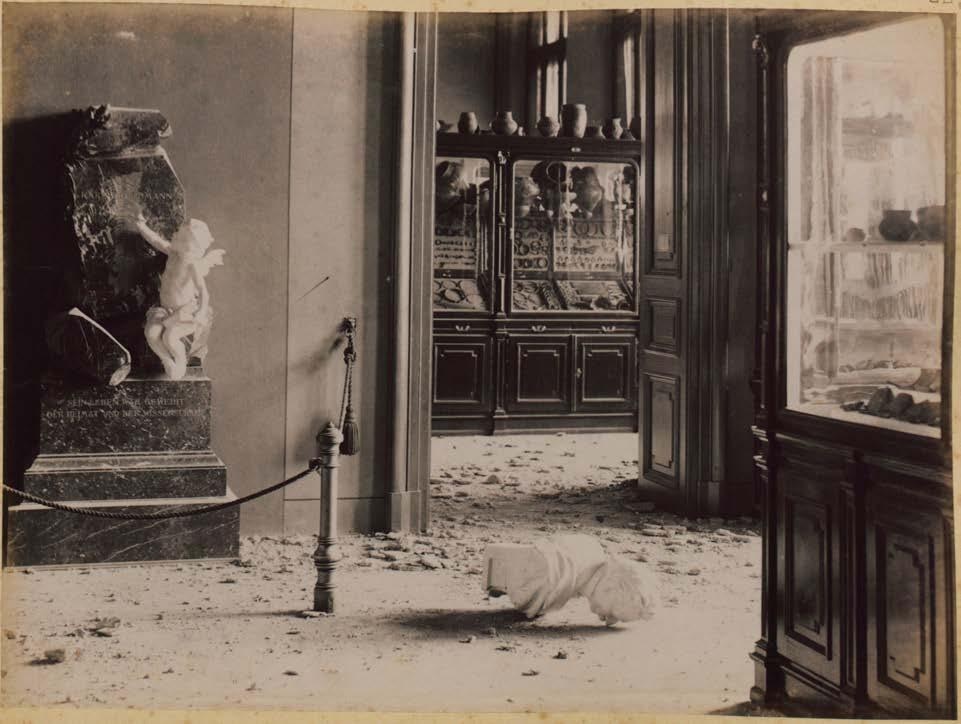
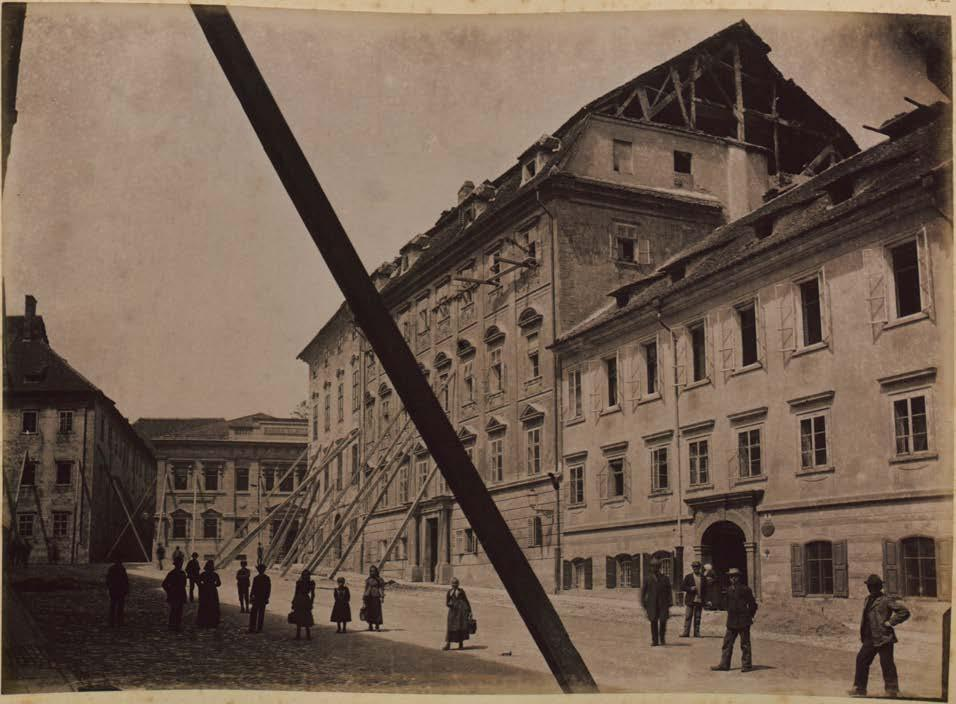
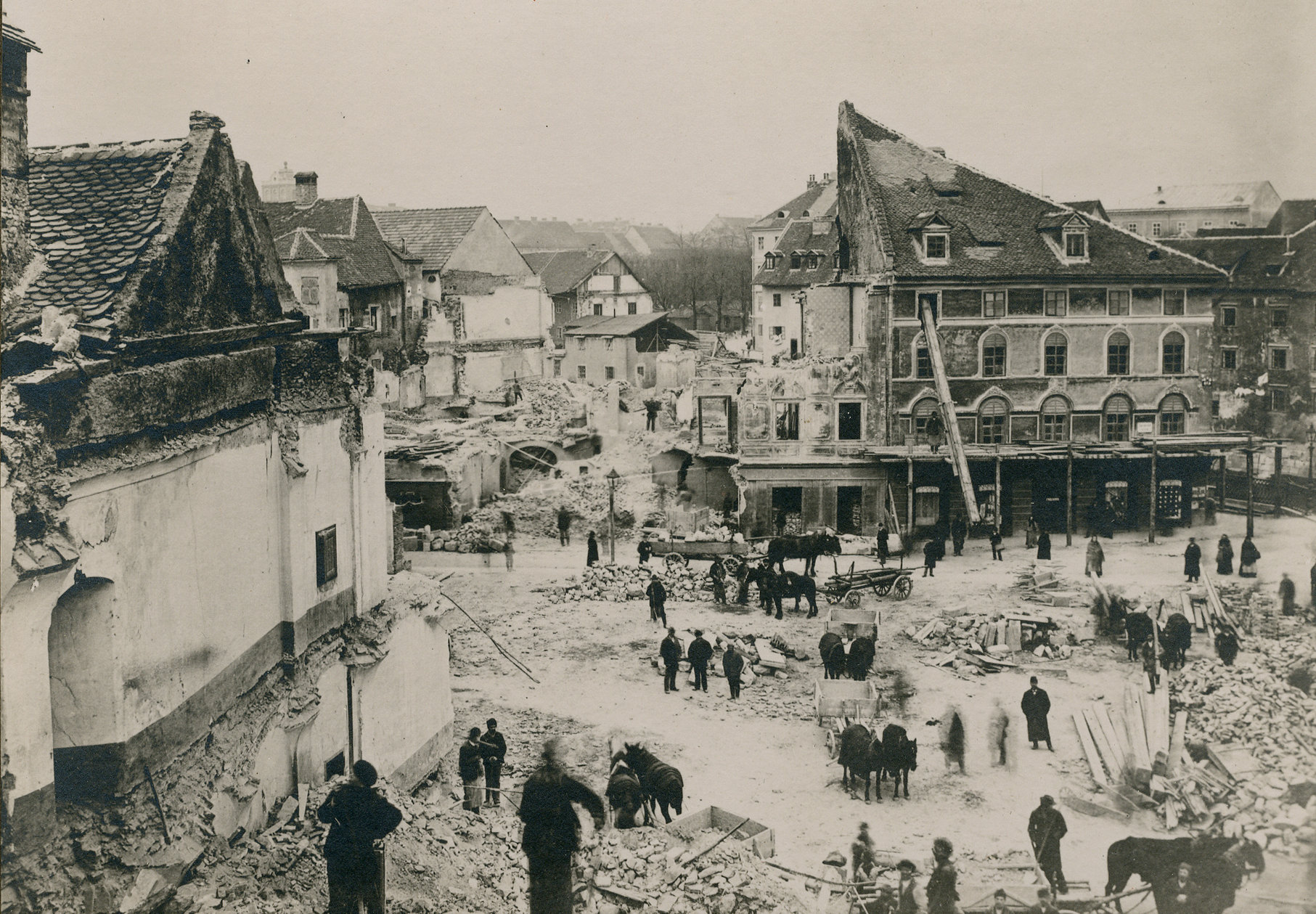
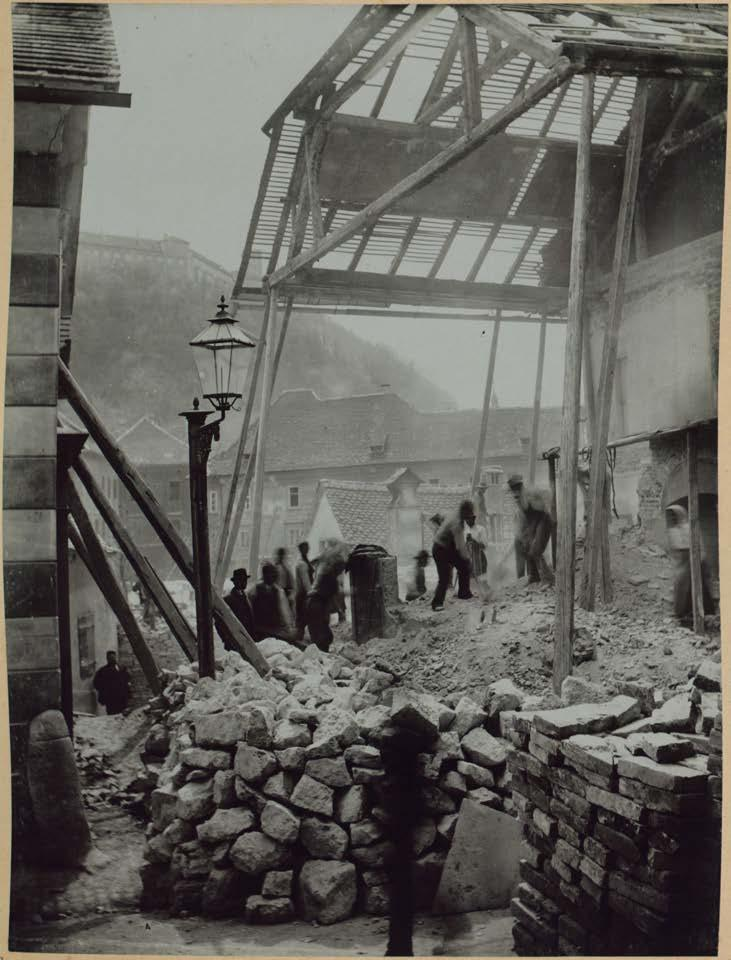
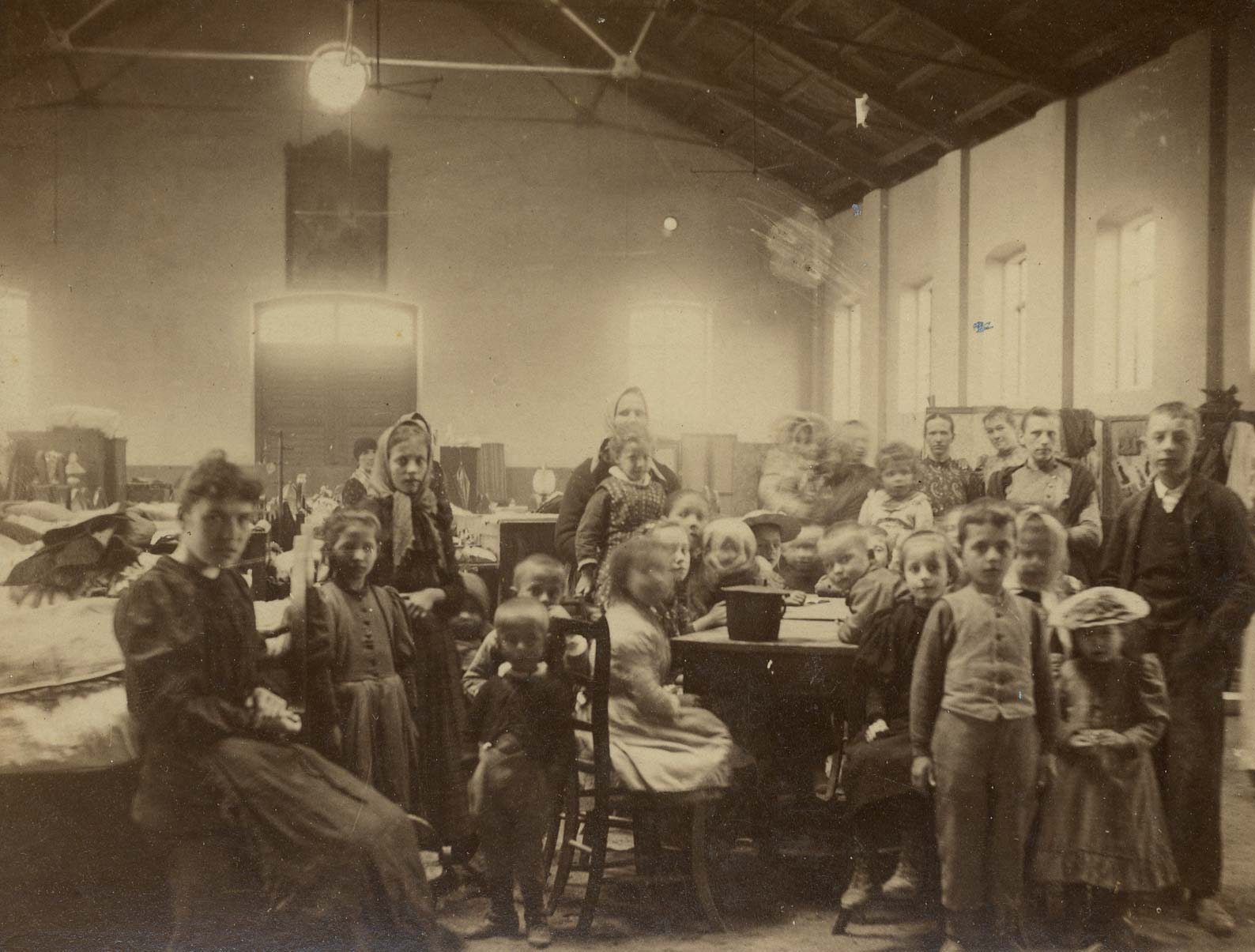